# 下頓別站

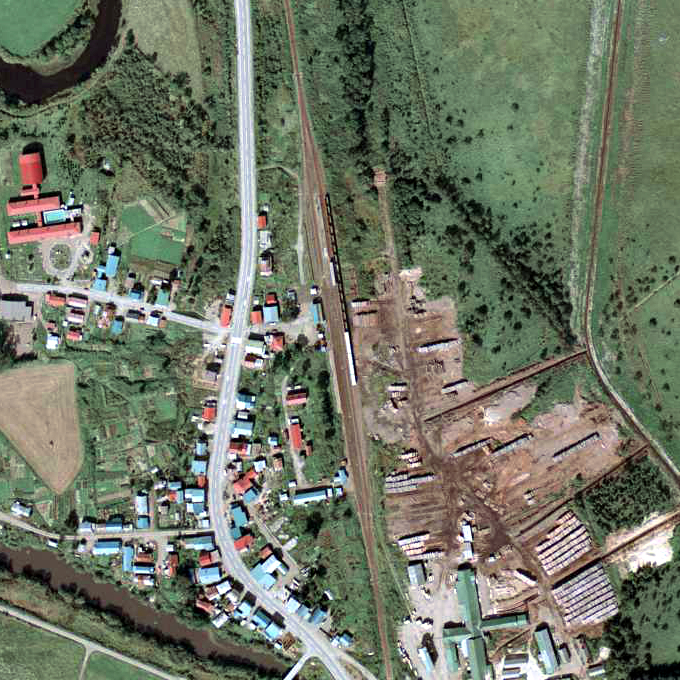
1977年的下頓別站與方圓約500m範圍。上方為濱頓別方向。當時車站設有2面2線的單式月台，車站大樓旁邊設有貨物月台和引込線。車站後方設有1條副本線。在下方的木工場設有專用線連接天北線。該處會運送木材離開工場，車站後方放置了許多木村北。

下頓別站（日语：／ Shimo-Tombetsu eki */?）是位於北海道枝幸郡濱頓別町字下頓別，北海道旅客鐵道（JR北海道）的天北線車站（廢站）。隨著天北線廢線，車站在1989年（平成元年）5月1日廢除。

## 歷史
- 1918年（大正7年）8月25日 - 鐵道院宗谷線中頓別站至濱頓別站之間開通，此站啟用[1]。當時為一般車站[1]。
- 1919年（大正8年）10月20日 - 路線名稱改為宗谷本線，成為宗谷本線車站。
- 1923年（大正12年） - 敷設宇都內森林軌道，沿宇都內川上流前往車站木材場。最長時候的距離（1936年）為17.4公里[2]
- 1930年（昭和5年）4月1日 - 音威子府站至稚內站之間的路段改名為北見線，成為北見線車站。
- 1944年（昭和19年） - 宇都內森林軌道撤走。
- 1949年（昭和24年）6月1日 - 日本國有鐵道成立，成為日本國有鐵道車站。
- 1961年（昭和36年）4月1日 - 路線改名為天北線，成為天北線車站。
- 1982年（昭和57年）6月1日 - 終束處理貨物和行李業務[1][3]。同時停用列車交會設備和無人化[4]。
- 1987年（昭和62年）4月1日 - 伴隨國鐵分割民營化，車站由北海道旅客鐵道（JR北海道）營運[1]。
- 1989年（平成元年）5月1日 - 天北線全線廢除，此站也廢除[1]。

## 車站構造
截至車站廢除前，車站是一座地面車站，設有1面1線的單式月台。月台位於路軌西邊（南稚內方向的列車會開啟左車門）。此站沒有轉轍器。曾經車站內設有2面2線的單式月台，當時可進行列車交會。在交會設備廢除後把路軌撤走。而車站內的路軌沒有改動，因此月台前往區間是有S形彎。
此站是無人車站。在有人車站時代存在的車站大樓，車站大樓位於站內西邊，連接月台中央部分。車站大樓內的窗框是木製的。

## 站名的由來
車站名稱取自地名。地名中的「頓別」在阿伊努語為「トウ・ウン・ベツ」，其意思是「從沼澤中流出的河流」。然後再冠以「下」字，這是由於河流的下流區域。

## 使用狀況
- 1981年度（昭和56年度）的1日上下車人次為58人[5]。

| 乘車人員變化 | 乘車人員變化 |
| 年度         | 1日平均人次  |
| ------------ | ------------ |
| 1934         | 46           |
| 1951         | 126          |
| 1961         | 272          |
| 1965         | 319          |
| 1971         | 145          |
| 1981         | 46           |
| 1985         | 7            |

## 車站周邊
車站附近設有小型村落。
- 北海道道586號豐牛下頓別停車場線
- 國道275號（頓別國道）
- 下頓別郵局
- 濱頓別町立下頓別中學
- 濱頓別町立下頓別小學
- 頓別川[8]
- 宗谷巴士（日语：宗谷バス）天北宗谷岬線（日语：天北線 (宗谷バス)）「下頓別」巴士站。

## 現況
截至1997年（平成9年），只有月台還存在。截至2010年（平成22年），站名牌仍存在設置が、站名標是一個複制品，另外也設置了信號機。

## 相鄰車站
北海道旅客鐵道（JR北海道）
天北線
新彌生－下頓別－常盤

## 注腳
1. 1 2 3 4 5 6 7  石野哲（編）. . JTB. 1998: 905-906. ISBN 978-4-533-02980-6 （日语）.
2. ↑  河野哲也「北海道の森林鉄道,殖民軌道」《鐵道畫刊》No.733
3. ↑  . 官報. 1982-05-31 （日语）.
4. ↑  . 鐵道公報 (日本國有鐵道総裁室文書課). 1982-05-31: 2 （日语）.
5. 1 2 3 4  書籍《国鉄全線各駅停車1 北海道690駅》（小學館，1983年7月發行）189頁。
6. ↑  札幌鉄道局編 (编). . 北彊民族研究会. 1939: 84. NDLJP: 1029473 （日语）.
7. ↑  浜頓別町史編集委員会 (编). . 北海道出版企画センター. 1995-3. ISBN 978-4832895010 （日语）.
8. ↑  書籍《北海道道路地図 改訂版》（地勢堂，1980年3月發行）17頁。
9. ↑  書籍《鉄道廃線跡を歩くIV》（JTB出版，1997年12月發行）25頁。
10. ↑  書籍《新 鉄道廃線跡を歩く1 北海道・北東北編》（JTB出版，2010年4月發行）17頁。
11. ↑  書籍《北海道の鉄道廃線跡》（著：本久公洋，北海道新聞社，2011年9月發行）247-248頁。